# Odijk
Pour les articles homonymes, voir Odijk (homonymie).
Odijk est un village situé dans la commune néerlandaise de Bunnik, dans la province d'Utrecht. Le 1er janvier 2006, le village comptait 5 200 habitants.
Le village est situé sur le Kromme Rijn.
Odijk a été une commune indépendante jusqu'au 1er septembre 1964, date à laquelle la commune a été rattachée à Bunnik.

## Personnalités liées à la ville
- Kirsten Mulder (1973-), actrice néerlandaise.

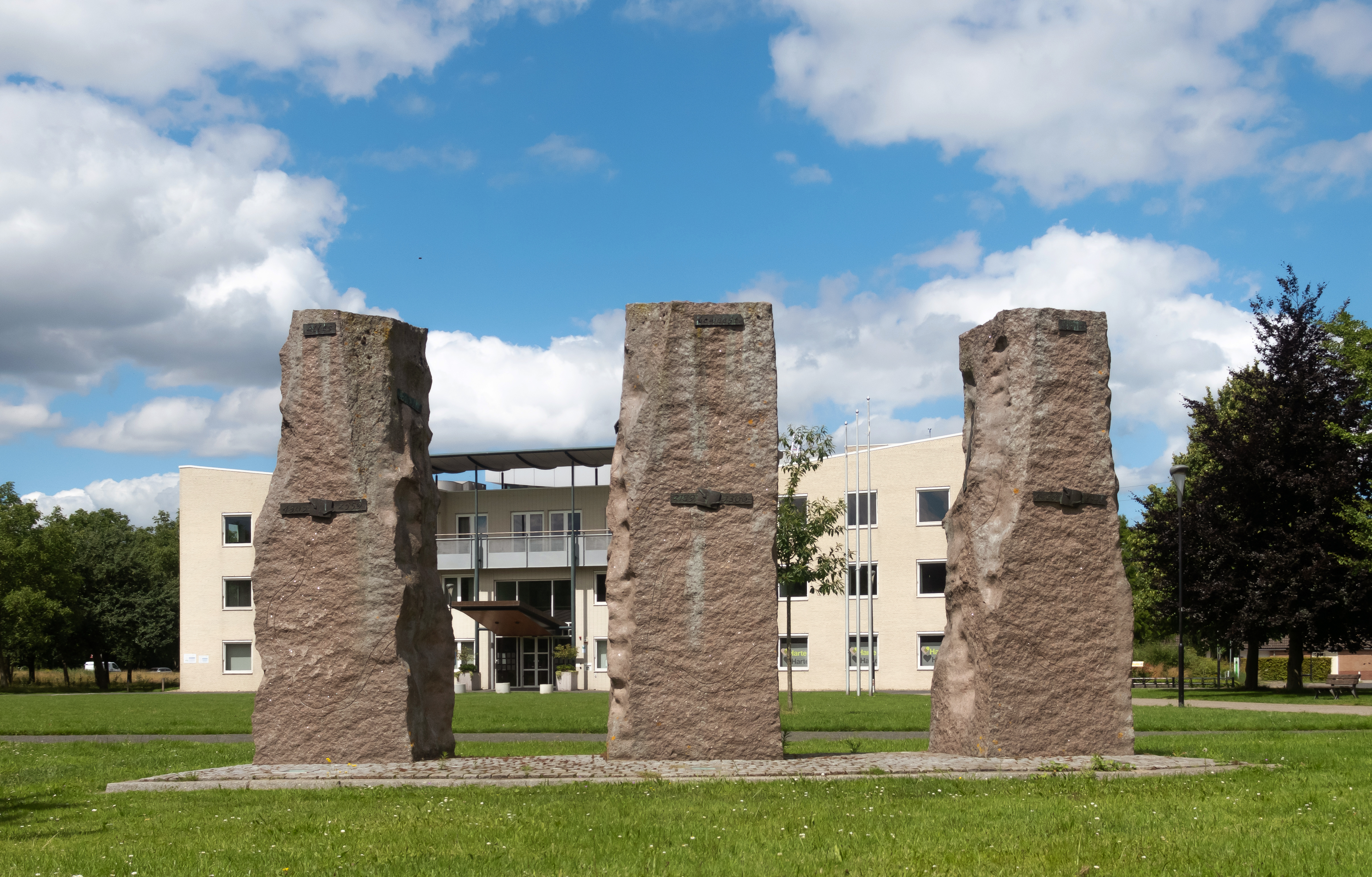
Odijk, l’œuvre d'art (Trois Pierres) conçue par Hans Leutscher